# Livello energetico
In meccanica quantistica, i livelli energetici di un sistema sono i determinati valori discreti dell'energia che sono accessibili al sistema. Questo è in contrasto con la meccanica classica, dove l'energia può assumere ogni valore.
Sin dalle origini della chimica come scienza era stato osservato che l'assorbimento della luce da parte dei gas non varia in maniera morbida con la lunghezza d'onda ma è caratterizzato dalla presenza di un gran numero di picchi estremamente sottili e disposti in maniera complicata.
Una prima trattazione fenomenologica del problema venne fatta nel 1885 da Johann Jakob Balmer che notò come la disposizione di un gruppo di righe di assorbimento dell'atomo di idrogeno venisse ben descritta dalla formula:
{\displaystyle \lambda =(364{,}6{\text{ nm}}){\frac {n^{2}}{n^{2}-4}}}.
Questa formula venne successivamente generalizzata da Johannes Rydberg e Walther Ritz in modo da poter descrivere la posizione di tutte le righe di assorbimento ma questa rimaneva una descrizione fenomenologica, per quanto accurata, senza un vero fondamento scientifico.
Il tentativo di spiegare la natura dei picchi di assorbimento fu alla base del modello atomico di Bohr: già Rutherford aveva proposto l'idea che l'atomo fosse composto da un piccolo nucleo carico positivamente attorno al quale ruotavano in orbite circolari gli elettroni. Tuttavia un sistema del genere non è stabile perché un elettrone accelerato emette radiazione e quindi perde energia. Per risolvere il problema Bohr, seguendo le idee proposte da Planck e Einstein, ipotizzò che gli elettroni potessero trovarsi solo su determinati livelli energetici e potessero muoversi dall'uno all'altro solo per passi discreti. Questo semplice (ma rivoluzionario) modello permette di descrivere molto bene le righe di assorbimento di molti gas e fu una delle basi per lo sviluppo della meccanica quantistica.

## La buca di potenziale infinita
In meccanica quantistica il sistema più semplice nel quale sia possibile ottenere una quantizzazione dell'energia (ovvero il fatto che solo certi livelli discreti siano accessibili) è la cosiddetta buca di potenziale infinita. Se prendiamo una particella di massa {\displaystyle m} in una dimensione e consideriamo un potenziale della forma:
{\displaystyle V(x)=\left\{{\begin{matrix}0&\left|x\right|<a\\+\infty &\left|x\right|\geq a\end{matrix}}\right.}
l'hamiltoniana del sistema sarà data da
{\displaystyle H=-{\frac {\hslash ^{2}}{2m}}{\frac {\partial ^{2}}{\partial x^{2}}}\psi +V(x)}
e quindi l'equazione di Schrödinger stazionaria sarà data dall'equazione differenziale

{\displaystyle \psi ^{\prime \prime }\left(x\right)=-{\frac {2m}{\hslash ^{2}}}\left(E-V\right)\psi \left(x\right)}
Per {\displaystyle \left|x\right|\geq a} il potenziale ha un valore infinito e quindi l'unica soluzione del problema è {\displaystyle \psi \left(x\right)\equiv 0}. All'interno della buca invece il potenziale è nullo e quindi la particella è libera e sarà descritta dalla funzione d'onda
{\displaystyle \psi \left(x\right)=Ae^{+{\frac {i}{\hslash }}{\sqrt {2mE}}\cdot x}+Be^{-{\frac {i}{\hslash }}{\sqrt {2mE}}\cdot x}}.
Per individuare i valori delle costanti di scala A e B dobbiamo imporre la continuità della funzione d'onda. Facendolo si osserva che questa condizione può essere soddisfatta solamente per un insieme discreto di valori dell'energia E dati da
{\displaystyle E={\frac {\hslash ^{2}\pi ^{2}}{2ma^{2}}}\cdot n^{2}}
dove n è un numero intero.

## L'oscillatore armonico
Un esempio molto chiaro è quello dell'oscillatore armonico in una dimensione. Nel caso della meccanica classica un oscillatore armonico di costante elastica k ha un'energia
{\displaystyle E={\frac {kL^{2}}{2}}}
dove L è l'ampiezza dell'oscillazione. Come si vede sono accettabili tutte le energie da zero (dove L=0 ovvero non c'è alcuna oscillazione) a quella associata alla massima elongazione che il sistema può sostenere senza danneggiarsi e queste energie formano un continuo.
Nel caso quantistico invece si ottiene che è possibile imporre le condizioni al contorno solo quando l'energia assume i valori
{\displaystyle E=\hslash \omega \left(n+{\frac {1}{2}}\right)}
dove {\displaystyle \omega } è la frequenza dell'oscillazione, {\displaystyle \hslash } è pari alla costante di Planck divisa per {\displaystyle 2\pi } e {\displaystyle n} è un numero intero.
In questo caso sono accettabili solo alcuni valori dell'energia (infiniti ma numerabili con l'indice n), equispaziati tra loro (motivo per cui l'oscillatore, in analogia al caso delle onde acustiche, è chiamato armonico). La ragione per la quale nella vita di tutti i giorni non ci accorgiamo di questa quantizzazione dei livelli dell'energia è che {\displaystyle \hslash } è piccolissima (circa {\displaystyle 10^{-34}} J {\displaystyle \cdot } s) e quindi la separazione fra i vari stati non è apprezzabile.

## Particella su una sfera
Il modello della particella su una sfera è utilizzato per descrivere il moto rotazionale di una particella nello spazio tridimensionale. Come noto dalla meccanica classica, l'energia di una particella che ruota su un piano xy lungo un asse z è data dalla relazione:
{\displaystyle E={\frac {J_{z}^{2}}{2I}}}
dove Jz è la componente del momento angolare lungo l'asse z e I è il momento di inerzia. In base alla relazione di de Broglie si ricava
{\displaystyle J_{z}=\pm \;{\frac {hr}{\lambda }}}.
Le condizioni al contorno ciclico impongono che la funzione d'onda assuma lo stesso valore lungo un percorso passante per i poli così come lungo l'equatore. Ciò equivale alla quantizzazione dell'energia. Risolvendo l'equazione di Schrödinger, dopo avere separato le variabili ed espresso la funzione d'onda come prodotto Θ(θ)Φ(φ), si ottiene l'energia che in termini quantomeccanici assume i valori
{\displaystyle E=l(l+1){\frac {\hbar ^{2}}{2I}}}
dove l è il numero quantico azimutale. Esistendo per ogni valore del numero quantico magnetico 2l+1 differenti funzioni d'onda caratterizzate dalla medesima energia, segue che un livello con numero quantico l è 2l+1 volte degenere. Da notare come invece nel caso dell'espressione dell'energia per la rotazione in due dimensioni (particella su un anello) nella formulazione quantomeccanica compaia il numero quantico magnetico:
{\displaystyle E={\frac {m_{l}^{2}\hbar ^{2}}{2I}}}.
In questo caso la condizione al contorno ciclico è solo una e impone che la funzione d'onda torni ad assumere il medesimo valore iniziando un nuovo "giro".

## Livello energetico rotazionale
I livelli energetici rotazionali sono livelli energetici delle molecole (quantizzati) relativi alla rotazione della molecola nello spazio.
I livelli sono descritti da formule diverse per diversi tipi di molecole:
- Rotatori sferici (con tre momenti di inerzia coincidenti tra loro) e rotatori lineari (con due momenti di inerzia coincidenti tra loro):

{\displaystyle E=hcBJ(J+1)}
- Rotatori simmetrici (con due momenti di inerzia coincidenti tra loro e uno diverso)

{\displaystyle E=hcBJ(J+1)+(A-B)*K^{2}}
Dove:
- h = costante di Planck
- c = velocità della luce
- A, B = costanti rotazionali
- K = numero quantico che indica una componente lungo l'asse principale
- J = numero quantico del livello energetico rotazionale

Altre molecole sono invece assimilabili a rotatori asimmetrici (con tre momenti di inerzia diversi).
Le transizioni rotazionali possono essere solo J→J±1 e possono essere osservate nella spettroscopia a microonde, e all'interno delle transizioni vibrazionali (transizioni vibrorotazionali) in spettroscopia infrarossa e in spettroscopia Raman. Perché siano visibili in spettroscopia occorre che le molecole abbiamo un momento di dipolo permanente.